# L'Esprit vengeur d'Éros
Pour plus de détails, voir Fiche technique et Distribution.
L'Esprit vengeur d'Éros (エロ神の怨霊, Erogami no onryō) est un film japonais muet réalisé par Yasujirō Ozu et sorti en 1930.
Le film et son scénario sont considérés comme perdus.

## Synopsis
Une comédie burlesque sur fond d'histoire de fantômes.

## Fiche technique
- Titre français : L'Esprit vengeur d'Éros
- Titre original : エロ神の怨霊 (Erogami no onryō?)[2]
- Réalisation : Yasujirō Ozu
- Scénario : Kōgo Noda et Seizaburō Ishihara
- Photographie : Hideo Shigehara
- Société de production : Shōchiku
- Pays d'origine :  Empire du Japon
- Format : noir et blanc — 1,33:1 — 35 mm — muet
- Genre : comédie, film burlesque ; film fantastique ; nonsense-mono[3]
- Durée : 27 minutes[2]
- Date de sortie :
  - Empire du Japon : 27 juillet 1930[4]

## Distribution
- Tatsuo Saitō : Kentarō Yamaji
- Hikaru Hoshi (ja) : Daikurō Ishikawa
- Satoko Date : Yumeko
- Ichirō Tsukita (ja) : le petit ami de Yumeko

## Autour du film
L'Esprit vengeur d'Éros est un nonsense-mono (comédie burlesque) avec des éléments érotiques.
Dans une interview pour le journal Kinema Junpō, Ozu déclare à propos de ce film : « Bien que M. Kido m'ait dit de passer quelques jours dans une ville de cure, il m'a demandé en même temps de tourner un film pendant mes vacances. Je lui ai dit que si je travaillais ce ne serait pas des vacances. Je n'ai même pas pu me détendre dans une ville d'eau, c'était une sorte de film court pour le festival de Bon. Je ne me souviens même pas de l'histoire ».